# Біланенко Олександр Вікторович
Олекса́ндр Ві́кторович Білане́нко (нар.8 січня 1978, Суми, Україна) — український біатлоніст, призер чемпіонату світу.
У збірній України Біланенко з 1999 року. Він брав участь в олімпіадах у Солт-Лейк-Сіті, Турині та у Ванкувері, чемпіон Європи 2003 року в індивідуальній гонці, триразовий чемпіон світу з літнього біатлону.
Бронзову медаль чемпіонату світу Біланенко виборов у 2011 в Ханти-Мансійську у складі української естафетної команди.

## Статистика
У таблиці наведено статистику виступів біатлоніста в Кубку світу.
- Місця 1–3: кількість подіумів
- Чільна 10: кількість фінішів у першій десятці
- В очках: кількість виступів, на яких біатлоніст здобував очки
- Старти: кількість стартів
- Естафета: включно зі змішаною

| Місця                              | Індивід. | Спринт | Персьют | Мас-старт | Естафета | Разом |
| ---------------------------------- | -------- | ------ | ------- | --------- | -------- | ----- |
| 1                                  |          |        |         |           |          |       |
| 2                                  |          |        |         |           |          |       |
| 3                                  |          |        |         |           | 1        | 1     |
| Чільна 10                          | 3        | 2      | 1       | 2         | 36       | 44    |
| В очках                            | 13       | 17     | 18      | 5         | 45       | 98    |
| Стартів                            | 33       | 63     | 36      | 5         | 46       | 183   |
| Станом на: кінець сезону 2010/2011 |          |        |         |           |          |       |